# Bischofberger Motorcaravan
Die Bischofberger Motorcaravan war ein von Helmut Bischofberger gegründeter Wohnmobilhersteller mit Sitz in Backnang.

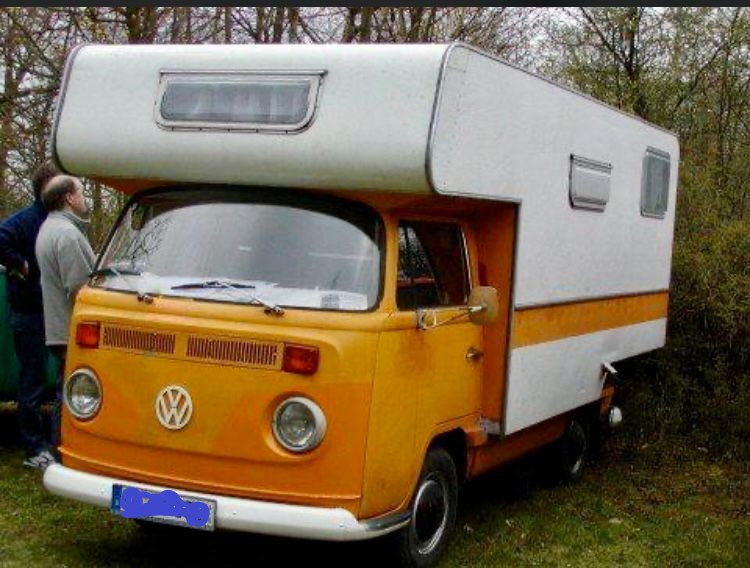
Modell Kranich I

## Geschichte
Helmut Bischofberger betrieb mehrere VW- und Audi-Autohäuser im Raum Backnang. Umgebaut wurden anfangs die Volkswagenmodelle T2 und LT, später T3, die Kranich I und Kranich II genannt wurden. Wenige Exemplare wurden als Absetzkabine gebaut. Später wurde, um die eigenen Vertriebsprodukte Westfalia im Haus zu schützen, Toyota-Busse umgebaut. Bis 1986 wurde auch auf Basis des Audi 100 ein Audi-Family-Miniwohnmobil gebaut.